# レイ・ボルジャー
レイ・ボルジャー（Ray Bolger,  1904年1月10日 - 1987年1月15日）は、アメリカ合衆国の俳優・歌手である。

## 来歴
1904年、マサチューセッツ州ドーチェスターに生まれる。ヴォードヴィリアンとしてキャリアをスタートさせ、「Sanford & Bolger」というデュオを組んでいたこともある。その後、ニューヨークへ渡り、ヴォードヴィリアンとして活躍する一方で俳優としての才能も開花させ、1930年代にはブロードウェイデビューも果たした。1936年にはウィリアム・パウエル主演のミュージカル映画『巨星ジーグフェルド』で、映画デビューも果たす。1939年にはジュディ・ガーランド主演のファンタジー映画『オズの魔法使』へ出演して、案山子男を演じた。それ以降も様々なテレビドラマや映画へ出演し、俳優としての確固たる地位を築き上げた。
また、1949年に出演した演目『Where's Charley?』では主役を演じて、第三回トニー賞の主演男優賞を獲得している他、1960年にはその功績が称えられ、ハリウッド・ウォーク・オブ・フェームを授与された。トニー賞の主演男優賞を獲得した『Where's Charley?』は、その後の1952年に映画化もされており、ボイジャーも主役で映画版へも出演している。

### 死去
1987年1月15日に、膀胱癌のため、カリフォルニア州ロサンゼルスで死去。83歳だった。

## 出演作品

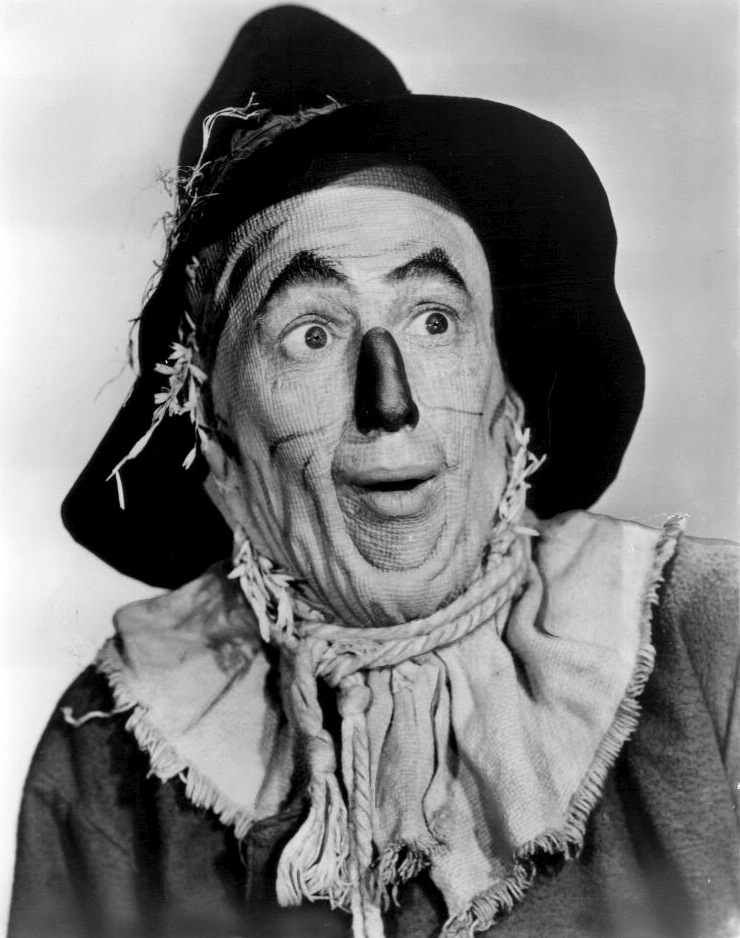
『オズの魔法使』のより

### 映画
- 巨星ジーグフェルド The Great Ziegfeld (1936)
- ロザリイ Rosalie (1937)
- ポルカの歌姫 The Girl of the Golden West (1938)
- Sweethearts (1938)
- オズの魔法使 The Wizard of Oz (1939)
- Sunny (1941)
- Four Jacks and a Jill (1942)
- 提督の館 Forever and a Day (1943)
- ステージドア・キャンティーン Stage Door Canteen (1943)
- ハーヴェイ・ガールズ The Harvey Girls (1945)
- 虹の女王 Look for the Silver Lining (1949)
- Where's Charley? (1952)
- 四月のパリ April in Paris (1952)
- おもちゃの王国 Babes in Toyland (1961)
- アンデルセン物語 The Daydreamer (1966)
- The Entertainer (1976) ※テレビ映画
- Three on a Date (1978) ※テレビ映画
- 裸足の天使 Just You and Me, Kid (1979)
- The Runner Stumbles (1979)
- Heaven Only Knows (1979)

### アニメ映画
- Peter and the Magic Egg (1983)

### テレビドラマ
- Where's Raymond? (1953 - 1955)
- ジェネラル・エレクトリック・シアター General Electric Theater (1958, 1959)
- パートリッジ・ファミリー The Partridge Family (1970, 1972)
- ぼくらのナニー Nanny and the Professor (1971)
- Captains and the Kings (1976)
- ラブ・ボート The Love Boat (1977, 1979)
- ファンタジー・アイランド Fantasy Island (1978, 1982)
- 大草原の小さな家 Little House on the Prairie (1978, 1979)
- 宇宙空母ギャラクティカ Battlestar Galactica (1979)
- アロハ・パラダイス Aloha Paradise (1981)
- アーノルド坊やは人気者 Different Strokes (1984)